# Армстронг, Стюарт
Стю́арт А́рмстронг (англ. Stuart Armstrong; 30 марта 1992, Инвернесс, Хайленд, Шотландия) — шотландский футболист, центральный полузащитник английского клуба «Шеффилд Уэнсдей» и национальной сборной Шотландии. Участник двух чемпионатов Европы (2020 и 2024).

## Ранние годы
Стюарт родился 30 марта 1992 года в шотландском городе Инвернесс. Образование получил в Академии «Хазлхед» (англ. Hazlehead Academy) в Абердине.

## Клубная карьера
Первые футбольные шаги Армстронг делал в таких командах, как «Дайс Бойз Клаб» и «Инвернесс Каледониан Тисл». В 2009 году на Стюарта вышли скауты клуба «Данди Юнайтед» с предложением продолжить спортивное обучение в Академии «арабов». Молодой футболист ответил согласием на такую перспективу и, поиграв год в юношеских командах «оранжево-чёрных», 1 августа 2010 года подписал с «мандариновыми» профессиональный контракт.
Дебют Армстронга в первом составе «Юнайтед» состоялся 13 ноября того же года, когда он заменил Скотта Робертсона на 30-й минуте матча шотландской Премьер-лиги против «Килмарнока». 28 декабря 2011 года молодой хавбек впервые отличился голом за «арабов», поразив ворота клуба «Сент-Миррен».
После шести выходов на поле в сезоне Армстронг продлил контракт с «Данди Юнайтед» в сентябре 2012 года. В феврале Армстронг был признан лучшим молодым игроком месяца Премьер-лиги по версии Clydesdale Bank. Армстронг также был номинирован на звание молодого игрока года по версии футболистов Шотландской профессиональной футбольной ассоциации, но вместо него награду получил игрок «Хиберниана» Ли Гриффитс. Тем не менее, Армстронг получил награду «Молодой игрок года по версии Шотландской ассоциации футбольных журналистов».
Армстронг и «Данди Юнайтед» начали переговоры о новом контракте в декабре 2013 года, и 12 декабря было объявлено о продлении контракта Армстронга с клубом на один год.
В апреле 2014 года Стюарт Армстронг был номинирован на премию «Молодой игрок года» по версии футболистов Шотландской профессиональной футбольной ассоциации. Он также был выбран в команду года по версии футболистов Шотландской профессиональной футбольной ассоциации.
Его последний матч за «Данди Юнайтед» состоялся 31 января 2015 года в полуфинале Кубка шотландской лиги против «Абердина».
До перехода в «Селтик» Армстронг принял участие в 150 матчах за клуб, из них 109 — в стартовом составе, и забил 22 гола во всех турнирах.

### «Селтик»
2 февраля 2015 года, Армстронг перешёл в «Селтик» вместе с игроком «Данди Юнайтед» Гари Макай-Стивеном.
Стюарт Армстронг забил в своём дебютном матче за «Селтик» 11 февраля 2015 года против «Партик Тисл».
Стюарт Армстронг дебютировал в Лиге Европе УЕФА в матче против клуба «Интер Милан» 19 февраля 2015 года.
В следующем сезоне Армстронг впервые вышел в стартовом составе в матче первого тура второго квалификационного раунда Лиги чемпионов УЕФА против «Стьярнана».
В июне 2018 года «Селтик» договорился с клубом английской Премьер-лиги «Саутгемптон» о трансфере Армстронга за 7 миллионов фунтов стерлингов.

### «Саутгемптон»
Стюарт Армстронг подписал четырёхлетний контракт с «Саутгемптоном» в июне 2018 года.
12 августа 2018 года Армстронг дебютировал в Премьер-лиге в матче против «Бернли». 24 ноября 2018 года Армстронг забил свои первые два гола за «Саутгемптон» в матче против «Фулхэма».
1 января 2021 года было объявлено, что Армстронг подписал новый контракт с «Саутгемптоном» сроком на три с половиной года, который будет действовать до лета 2024 года.
Армстронг покинул «Саутгемптон» по истечении срока контракта в конце сезона 2023/24.

### «Ванкувер Уайткэпс»
3 сентября 2024 года Армстронг подписал контракт с канадским клубом MLS «Ванкувер Уайткэпс» в качестве назначенного игрока до конца сезона 2026. За «Уайткэпс» дебютировал 7 сентября в матче против «Далласа», выйдя на замену в конце второго тайма вместо Ралфа Присо. 14 сентября в матче против «Сан-Хосе Эртквейкс» забил свой первый гол за «Уайткэпс».

## Сборная Шотландии
С 2010 года Стюарт защищает цвета различных сборных Шотландии. Призывался под знамёна молодёжной национальной команды, был её капитаном.
19 мая 2021 года был включён в официальную заявку сборной Шотландии для участия в матчах чемпионата Европы 2020 года, а также в товарищеских матчах против сборных Нидерландов и Люксембурга (2 и 6 июня 2021 года соответственно).

## Статистика

### Клубная статистика
| Клуб                     | Сезон                    | Чемпионат | Чемпионат | Кубок | Кубок | Кубок Лиги | Кубок Лиги | Еврокубки | Еврокубки | Итого | Итого |
| Клуб                     | Сезон                    | Игры      | Голы      | Игры  | Голы  | Игры       | Голы       | Игры      | Голы      | Игры  | Голы  |
| ------------------------ | ------------------------ | --------- | --------- | ----- | ----- | ---------- | ---------- | --------- | --------- | ----- | ----- |
| Данди Юнайтед            | 2010/11                  | 11        | 0         | —     | —     | —          | —          | —         | —         | 11    | 0     |
| Данди Юнайтед            | 2011/12                  | 23        | 1         | 3     | 0     | 2          | 0          | —         | —         | 28    | 1     |
| Данди Юнайтед            | 2012/13                  | 31        | 3         | 3     | 0     | 2          | 0          | 1         | 0         | 37    | 3     |
| Данди Юнайтед            | 2013/14                  | 36        | 8         | 5     | 3     | 2          | 0          | —         | —         | 43    | 11    |
| Данди Юнайтед            | 2014/15                  | 20        | 6         | 1     | 0     | 3          | 0          | —         | —         | 24    | 6     |
| Сельтик                  | 2014/15                  | 15        | 1         | —     | —     | —          | —          | 2         | 1         | 17    | 2     |
| Сельтик                  | 2015/16                  | 25        | 4         | 1     | 0     | 2          | 0          | 11        | 0         | 39    | 4     |
| Сельтик                  | 2016/17                  | 31        | 15        | 3     | 0     | 4          | 2          | 9         | 0         | 47    | 17    |
| Сельтик                  | 2017/18                  | 27        | 3         | 1     | 0     | 3          | 1          | 10        | 1         | 41    | 5     |
| Саутгемптон              | 2018/19                  | 29        | 3         | 1     | 1     | 2          | 0          | —         | —         | 32    | 4     |
| Саутгемптон              | 2019/20                  | 30        | 5         | 3     | 0     | 1          | 0          | —         | —         | 34    | 5     |
| Саутгемптон              | 2020/21                  | 33        | 4         | 5     | 1     | 0          | 0          | —         | —         | 38    | 5     |
| Саутгемптон              | 2021/22                  | 25        | 2         | 4     | 1     | 1          | 0          | —         | —         | 30    | 3     |
| Саутгемптон              | 2022/23                  | 32        | 2         | 0     | 0     | 3          | 0          | —         | —         | 35    | 2     |
| Саутгемптон              | 2023/24                  | 42        | 5         | 2     | 1     | 1          | 0          | —         | —         | 45    | 6     |
| Всего за «Данди Юнайтед» | Всего за «Данди Юнайтед» | 127       | 18        | 13    | 3     | 9          | 0          | 1         | 0         | 150   | 21    |
| Всего за «Сельтик»       | Всего за «Сельтик»       | 98        | 23        | 6     | 2     | 8          | 1          | 32        | 2         | 144   | 28    |
| Всего за «Саутгемптон»   | Всего за «Саутгемптон»   | 191       | 21        | 15    | 4     | 8          | 0          | —         | —         | 214   | 25    |
| Всего за карьеру         | Всего за карьеру         | 416       | 62        | 34    | 9     | 25         | 1          | 33        | 2         | 508   | 74    |

(откорректировано по состоянию на 15 июля 2024)

### Матчи за сборную
| №  | Дата             | Оппонент   | Счёт | Голы | Соревнование              |
| -- | ---------------- | ---------- | ---- | ---- | ------------------------- |
| 1  | 26 марта 2017    | Словения   | 1:0  | —    | Отборочные матчи ЧМ-2018  |
| 2  | 10 июня 2017     | Англия     | 2:2  | —    | Отборочные матчи ЧМ-2018  |
| 3  | 1 сентября 2017  | Литва      | 3:0  | 1    | Отборочные матчи ЧМ-2018  |
| 4  | 4 сентября 2017  | Мальта     | 2:0  | —    | Отборочные матчи ЧМ-2018  |
| 5  | 23 марта 2018    | Коста-Рика | 0:1  | —    | Товарищеский матч         |
| 6  | 27 марта 2018    | Венгрия    | 1:0  | —    | Товарищеский матч         |
| 7  | 7 сентября 2018  | Бельгия    | 0:4  | —    | Товарищеский матч         |
| 8  | 10 сентября 2018 | Албания    | 2:0  | —    | Лига наций УЕФА 2018/2019 |
| 9  | 14 октября 2018  | Португалия | 1:3  | —    | Товарищеский матч         |
| 10 | 17 ноября 2018   | Албания    | 4:0  | —    | Лига наций УЕФА 2018/2019 |
| 11 | 20 ноября 2018   | Израиль    | 3:2  | —    | Лига наций УЕФА 2018/2019 |

Итого: сыграно матчей: 11 / забито голов: 1; победы: 7, ничьи: 1, поражения: 3.

## Достижения

### Командные достижения
«Селтик»
- Чемпион Шотландии (4): 2014/15, 2015/16, 2016/17, 2017/18
- Обладатель Кубка шотландской лиги (2): 2016/17, 2017/18
- Обладатель Кубка Шотландии (2): 2016/17, 2017/18

### Личные достижения
- Команда года шотландской Премьер-лиги (3): 2013/14, 2014/15, 2016/17
- Молодой игрок года по версии Шотландской ассоциации футбольных журналистов: 2013
- Молодой игрок месяца шотландской Премьер-лиги: февраль 2013